# Eriopyga spodiaca
Eriopyga spodiaca là một loài bướm đêm trong họ Noctuidae.